# Svett & Etikett
Svett & Etikett är ett svenskt TV-program som sänds[när?] på Sveriges Television (SVT). I varje avsnitt testar programledaren Kalle Zackari Wahlström en ny sport. Han blir coachad av välkända svenska professionella utövare av de olika sporterna. Varje program avslutas med en utmaning, oftast i form av en regional tävling, för att se hur mycket Kalle har lärt sig.

## Säsonger

### Säsong 1
| Nr | Sport        |
| -- | ------------ |
| 1  | Bodybuilding |
| 2  | Yoga         |
| 3  | Strongman    |
| 4  | Löpning      |
| 5  | MMA          |
| 6  | Crossfit     |
| 7  | Dans         |
| 8  | Marsch       |

### Säsong 2
| Nr | Sändningsdatum | Sport          |
| -- | -------------- | -------------- |
| 1  | 25 mars        | Cyclocross     |
| 2  | 1 april        | Styrkelyft     |
| 3  | 8 april        | Truppgymnastik |
| 4  | 15 april       | Löpning        |
| 5  | 22 april       | Vågsurfing     |
| 6  | 29 april       | Armbrytning    |
| 7  | 6 maj          | Rodd           |
| 8  | 13 maj         | Klättring      |

### Säsong 3
| Nr | Sändningsdatum | Sport           |
| -- | -------------- | --------------- |
| 1  | 5 oktober      | Segling         |
| 2  | 12 oktober     | Wrestling       |
| 3  | 19 oktober     | OCR, hinderbana |
| 4  | 26 oktober     | Golf            |
| 5  | 2 november     | Rugby           |
| 6  | 9 november     | Skidalpinism    |